# Steinbühl-Schäfergraben
Steinbühl-Schäfergraben ist der Name eines 67 ha großen Naturschutzgebiets nördlich von Kirchheimbolanden im Donnersbergkreis in Rheinland-Pfalz.

## Geschichte
Das Gelände des heutigen Naturschutzgebiets diente zunächst als Steinbruch, auf dem vom damaligen Betreiber Porphyr abgebaut wurde. Die ursprünglichen Pläne sahen vor, das Gelände nach Verfüllung als Gewerbegebiet zu nutzen; nachdem allerdings Untersuchungen eine große Artenvielfalt auf dem Gelände feststellten, wies der Donnersbergkreis als Naturschutzbehörde das Gebiet im Jahr 1998 als Naturschutzgebiet aus.
Durch die einsetzende Verbuschung drohte das Gebiet jedoch, sich zu einem Wald zu entwickeln und seine Artenvielfalt zu verlieren. Da das Gelände für eine dauerhafte Instandhaltung durch den Menschen zu groß war, entschied man sich in einem Pilotprojekt zur Beweidung des Geländes durch Weidetiere.
Hierfür wurden im Jahr 2007 Taurusrinder und Konik-Wildpferde auf dem Gelände ausgesetzt. Die Beweidung hatte Erfolg und so dient das Projekt Steinbühl als Vorbild für zahlreiche weitere Beweidungsprojekte im ganzen Bundesgebiet.

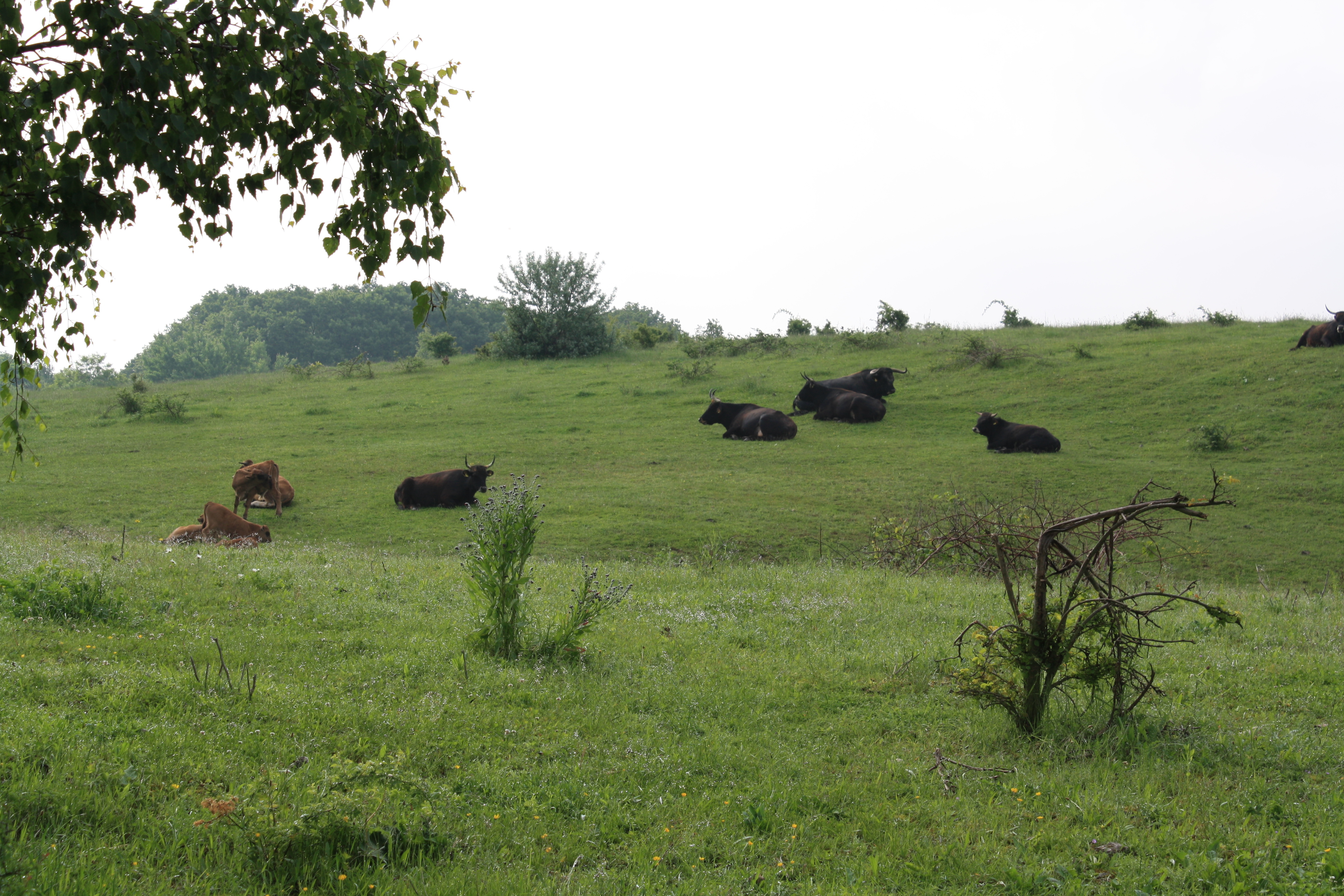
Taurus-Rinder
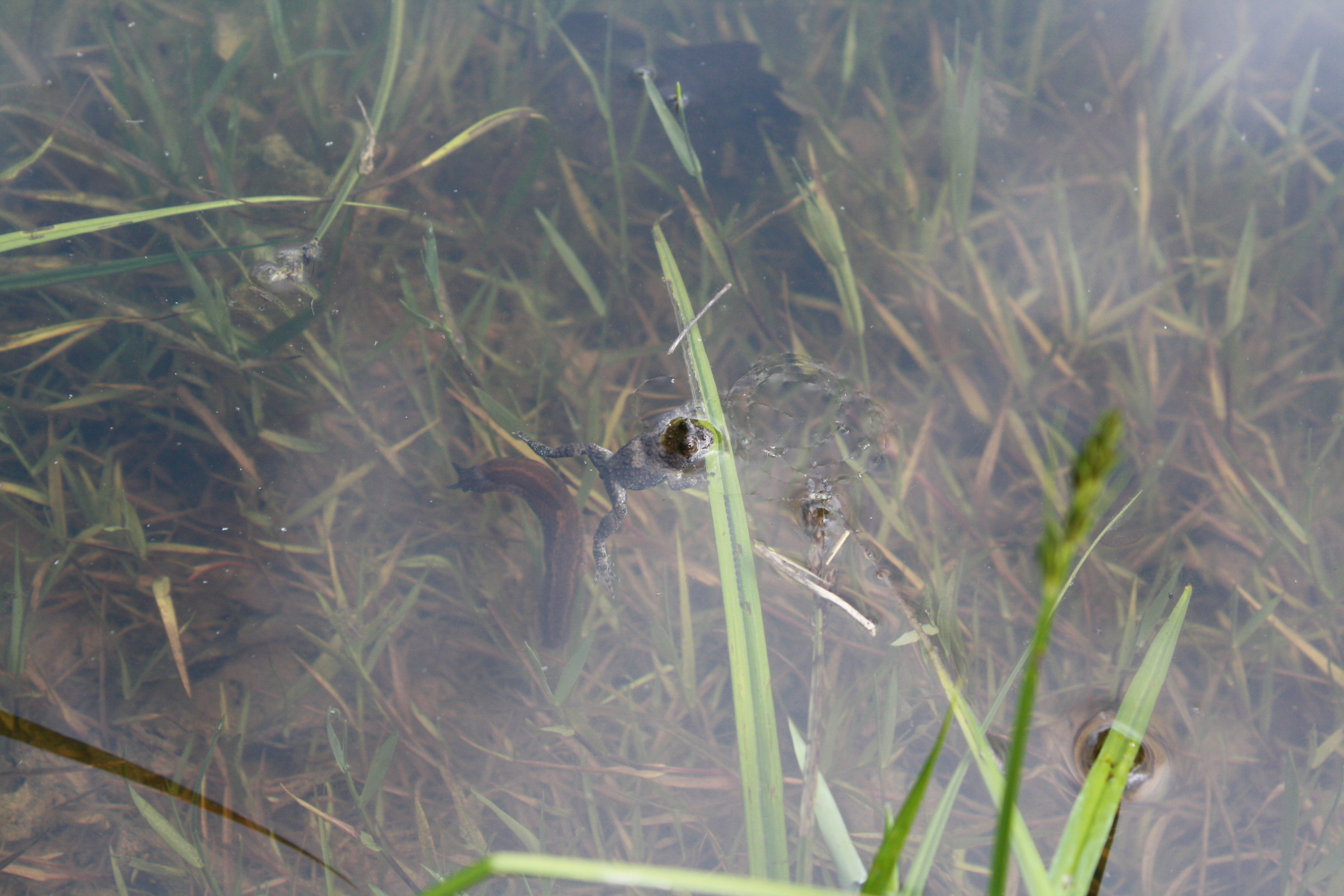
Frosch
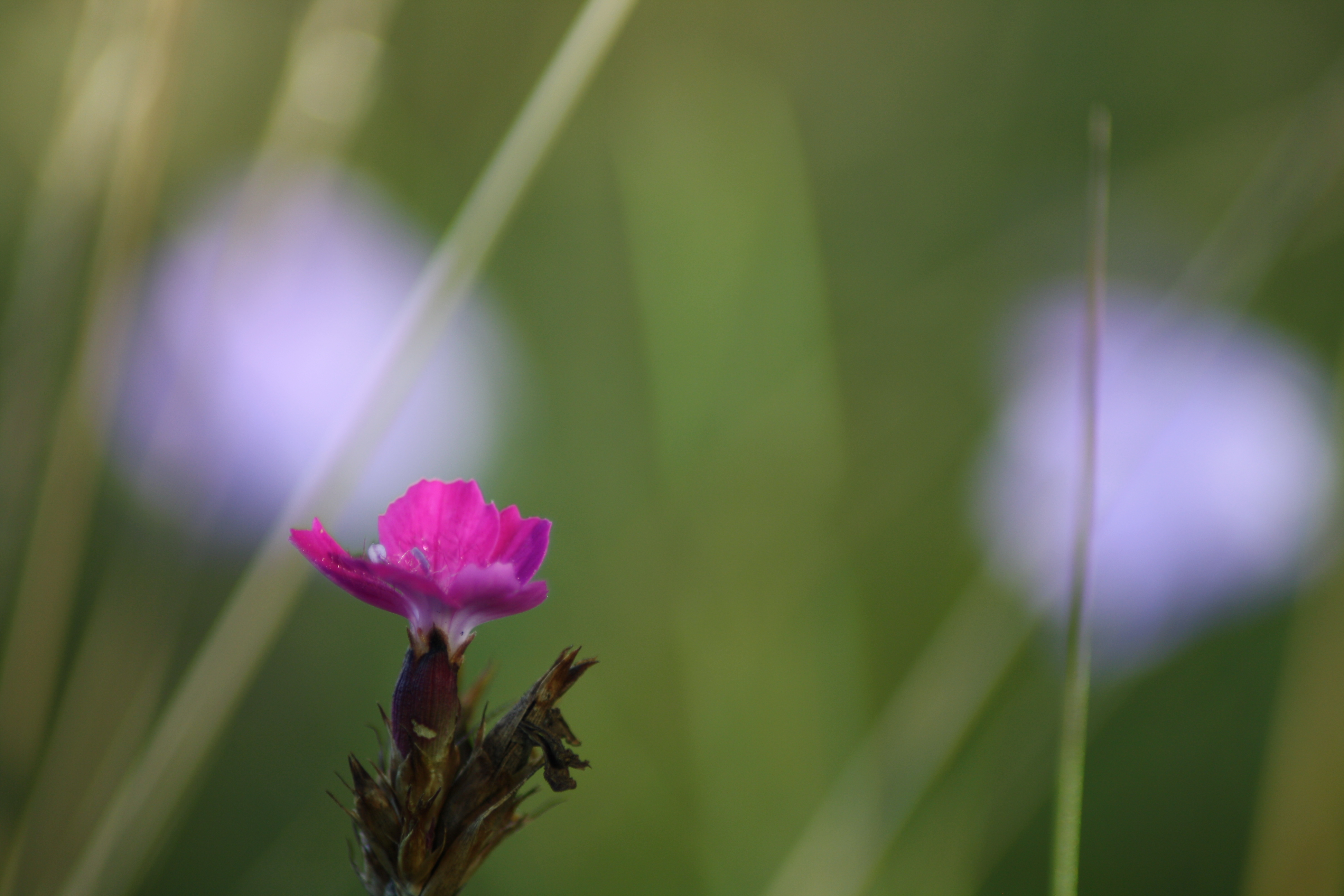
Lichtnelke
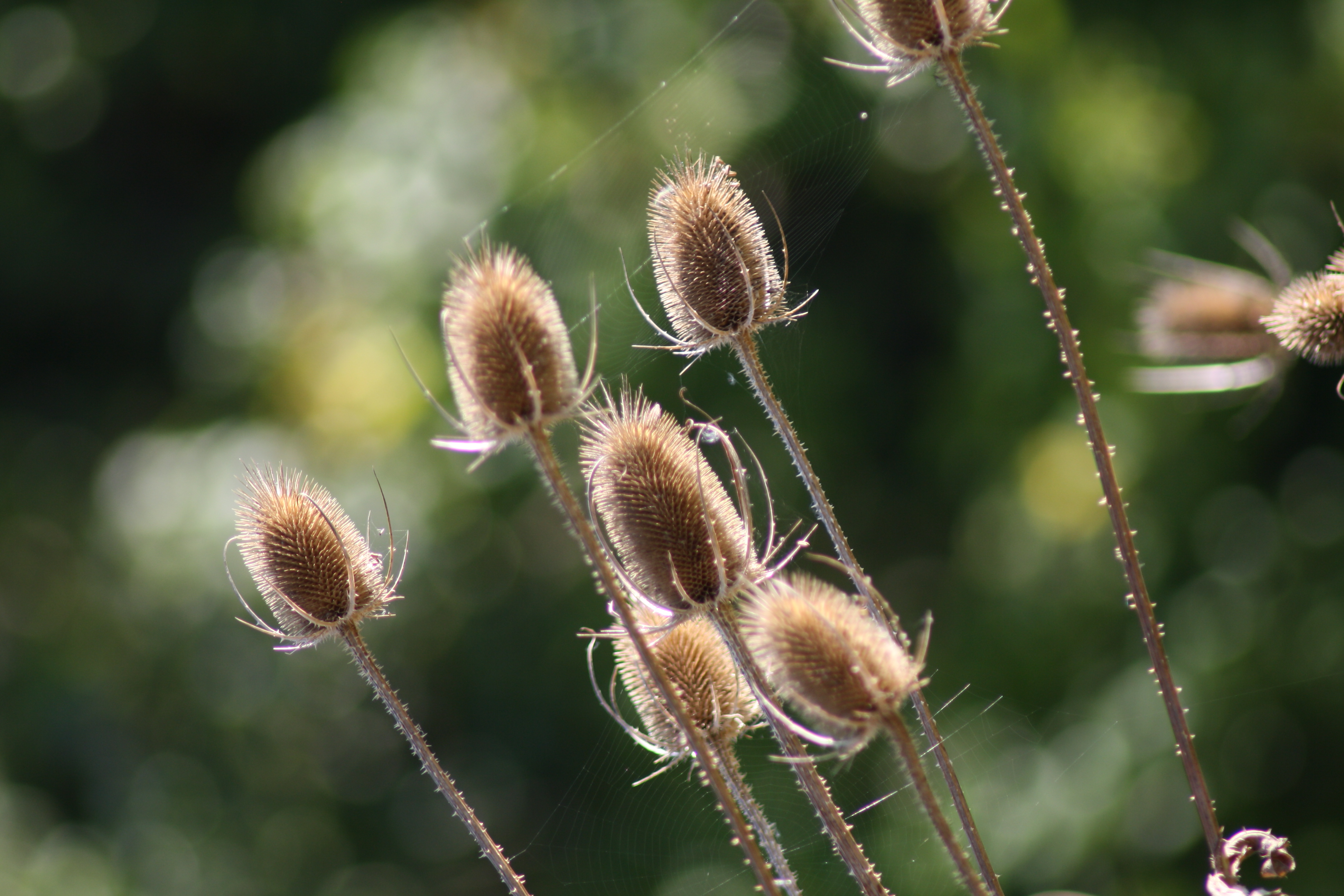
Karden